# Blew
Blew is een ep van de Amerikaanse grungeband Nirvana. Het werd in december 1989 uitgebracht door Tupelo Records, een half jaar na het debuutalbum Bleach.

## Tracklist
1. Blew (2:56)
2. Love Buzz (3:36)
3. Been a Son (2:22)
4. Stain (2:40)

## Credits
- Kurt Cobain: zang, gitaar
- Krist Novoselic: basgitaar
- Chad Channing: drums

Producenten: Jack Endino en Dave Fisk